# 진흥 (연호)
진흥(眞興)은 중국 하(夏) 무열제(武烈帝)의 네 번째 연호이다. 419년 2월에서 425년 7월까지 6년 6개월 동안 사용하였다. 418년 11월, 혁련발발(赫連勃勃)은 황제에 즉위하고 개원하였다.
같은 시기에 사용된 다른 연호로는 동진(東晉)에서 사용한 원희(元熙 : 419년 ~ 420년), 서진(西秦)에서 사용한 영강(永康 : 412년 ~ 419년), 건홍(建弘 : 420년 ~ 428년), 북량(北凉)에서 사용한 현시(玄始 : 412년 ~ 428년), 서량(西凉)에서 사용한 가흥(嘉興 : 417년 ~ 420년), 영건(永建 : 420년 ~ 421년), 북연(北燕)에서 사용한 태평(太平 : 409년 ~ 430년), 송(宋)에서 사용한 영초(永初 : 420년 ~ 422년), 경평(景平 : 423년 ~ 424년), 원가(元嘉 : 424년 ~ 453년), 북위(北魏)에서 사용한 태상(泰常 : 416년 ~ 423년), 시광(始光 : 424년 ~ 428년)이 있다.

## 연대대조표
| 진흥                | 원년            | 2년                 | 3년        | 4년        | 5년             | 6년                 | 7년        |
| 서력                | 419년           | 420년               | 421년      | 422년      | 423년           | 424년               | 425년      |
| 육십간지 (六十干支) | 기미(己未)      | 경신(庚申)          | 신유(辛酉) | 임술(壬戌) | 계해(癸亥)      | 갑자(甲子)          | 을축(乙丑) |
| 동진 (東晉)         | 원희(元熙) 원년 | 2년                 | -          | -          | -               | -                   | -          |
| 서진 (西秦)         | 영강(永康) 8년  | 건홍(建弘) 원년     | 2년        | 3년        | 4년             | 5년                 | 6년        |
| 서량 (西凉)         | 가흥(嘉興) 3년  | 4년 영건(永建) 원년 | 2년        | -          | -               | -                   | -          |
| 북량 (北凉)         | 현시(玄始) 8년  | 9년                 | 10년       | 11년       | 12년            | 13년                | 14년       |
| 북연 (北燕)         | 태평(太平) 11년 | 12년                | 13년       | 14년       | 15년            | 16년                | 17년       |
| 송 (宋)             | -               | 영초(永初) 원년     | 2년        | 3년        | 경평(景平) 원년 | 2년 원가(元嘉) 원년 | 2년        |
| 북위 (北魏)         | 태상(泰常) 4년  | 5년                 | 6년        | 7년        | 8년             | 시광(始光) 원년     | 2년        |

## 같이 보기
- 중국의 연호

| 이전 연호 창무(昌武) | 중국의 연호 북하(北夏) | 다음 연호 승광(承光) |